# Питтин, Алессандро
Алессандро Питтин (итал. Alessandro Pittin; род. 11 февраля 1990, Тольмедзо) — итальянский лыжный двоеборец. Бронзовый призёр зимних Олимпийских игр 2010 года в дисциплине двоеборья нормальный трамплин/лыжня 10 километров. Чемпион мира среди юниоров 2008 года. На кубке мира 2009 года в Закопане финишировал девятым. На одном из этапов кубка мира был серьёзно травмирован, при неудачном приземлении после прыжка с трамплина сломал руку. В настоящее время проживает в Удине, Италия.
Питтин стал первым итальянцем, завоевавшим олимпийскую медаль в лыжном двоеборье.